# Англійський бульдог
Англійський бульдог, також бульдо́г (англ. bulldog, від англ. bull — бик) — одна з найвідоміших європейських бойових порід собак, що проте зберегла вельми мало загального зі своїми лютими предками. Первісно бульдогами називали всіх собак, використовуваних для цькування биків. Сучасна порода «бульдог» походить від мастифів, її представники використовуються як сторожові та декоративні собаки.

## Історія

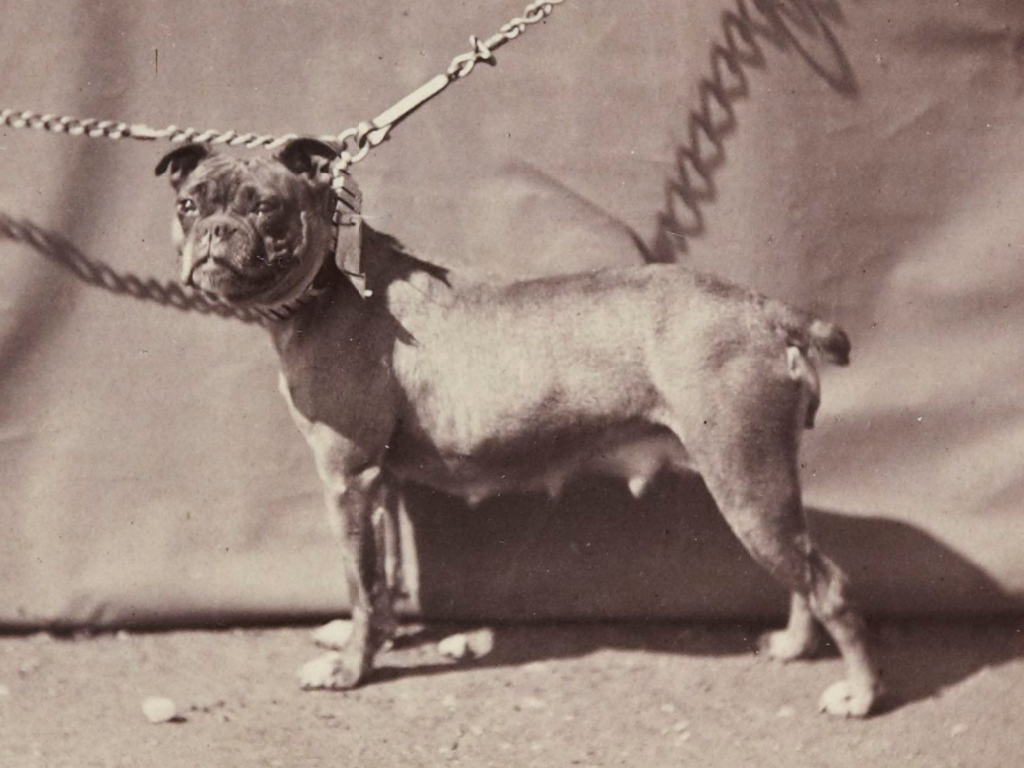
Бульдог. 1863 р.

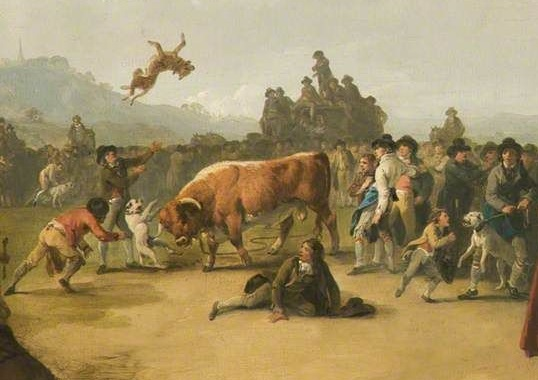
«Bull-baiting», картина до 1817 р.

Історія виникнення і розвитку породи може служити прикладом того, наскільки сильно впливають на стан поголів'я примхи людини, підкріплені спрямованим добором. Цькування звірів в Англії належить до прадавніх розваг. Про важких псів з мертвою хваткою згадується вже в книзі «Майстерність полювання», написаній в 1406 році Едвардом, герцогом Йорка. Відносячи таких собак до різновиду алано, середньовічний автор повідомляв, що вони «сильні, хоча і невеликі зростом. Це найкращий собака, аби схопити і тримати будь-якого звіра, і хапає він так сильно і швидко, як жодна тварина не здатна».
Спочатку улаштовувачі бичачого цькування мало піклувалися про видовищну і спортивну сторону справи. На бика пускали будь-яку придатну собаку, найчастіше цілу зграю. Пси кусали збожеволілого від люті противника куди попало і гинули десятками. Пізніше організатори жорстокої забави розробили правила, що регламентують хід поєдинку, — і до XVII століття поява спеціалізованої породи стала справою вирішеною наперед. Саме тоді предки породи вперше були класифіковані собаківниками як «бульдоги». На роль «бикогриза» претендували мастиф і його зменшений варіант, що служив британським м'ясникам, скототорговцям і гуртоправам робочою собакою, що нагадує ротвейлера. Серед перших «бульдогів», втім, зустрічалися собаки всіх розмірів, забарвлень і з різною будовою щелеп. Проте первинний відбір здійснювали бики, знищуючи непридатних для бою тварин, людина ж спостерігала, закріплювала і розвивала ті якості, які сприяли створенню досконалого спеціалізованого бойового собаки. Так, мастиф звичайно хапав бика за вухо, загривок або шию і прагнув повалити своєю вагою. Але через свій великий розмір мастифи часто потрапляли бикові на роги або під копита. А ось мясницькі собаки завдяки тривалому «професійному» відбору краще берегли себе від грізного противника і володіли ще однією чудовою рисою — прагненням схопити бика за ніс. Ніс є найчутливішим місцем бика. Це давно використовувалось людиною: за допомогою протягнутого в ніздрі сталевого кільця вона підкорювала собі норовисту тварину. Тому саме той бульдог, який вчіплювався в ніс бикові, здатний був повністю паралізувати його волю до опору. Бій вважався закінченим, якщо бик падав або втікав з арени. Сильнішими важелями щелепних м'язів володіли короткоморді собаки, але в сучасних робочих бульдогів ця ознака ніколи не розвивалася до тієї ж міри, оскільки необхідно було забезпечити хороше схоплення з досить «глибоким» укусом, що не заважає нормальному диханню. Відносно мертвого захоплення необхідно відмітити, що це функція нервової системи собаки, а не особливість будови морди.
Судячи зі старовинних зображень, що дійшли до нас, робочий бульдог був собакою, пропорції голови і морди якої варіювали від типу стафордшир-тер'єра до боксера. Пізніші (XVIII—XIX століть) бульдоги були однотипні, вони були схожі на грубого боксера з важким кістяком і широкими грудьми. Невипадково цих собак XIX століття в ужитку звали «broad-mouthed», що означає «широкороті», а не «short-mouthed», «короткоморді», як це прийнято тепер. Цькування биків було заборонене законом в 1835 році — і багато чисельне поголів'я бульдогів опинилося «без роботи». Вийшовши з сфери традиційного використання, бульдог став набувати якостей сторожа і компаньйона солідного джентльмена. Деякі незручності створювали його занадто крута вдача, тому злісні собаки у величезній кількості вивозилися в колонії, де життя було суворе, а вдачі прості і начисто позбавлені манірності і лиску, властивих метрополії; тим же, які залишилися на батьківщині, судилося зазнати зміни, які дозволили б їм увійти до розміреного побуту Англії. Таким чином, характер і темперамент бульдога стали об'єктом пильної уваги завідників. Оскільки у «класичного» джентльмена має бути «доброчесний» собака, перевагу віддавали урівноваженим, лояльним до сторонніх (до певної межі).

## Проблеми породи

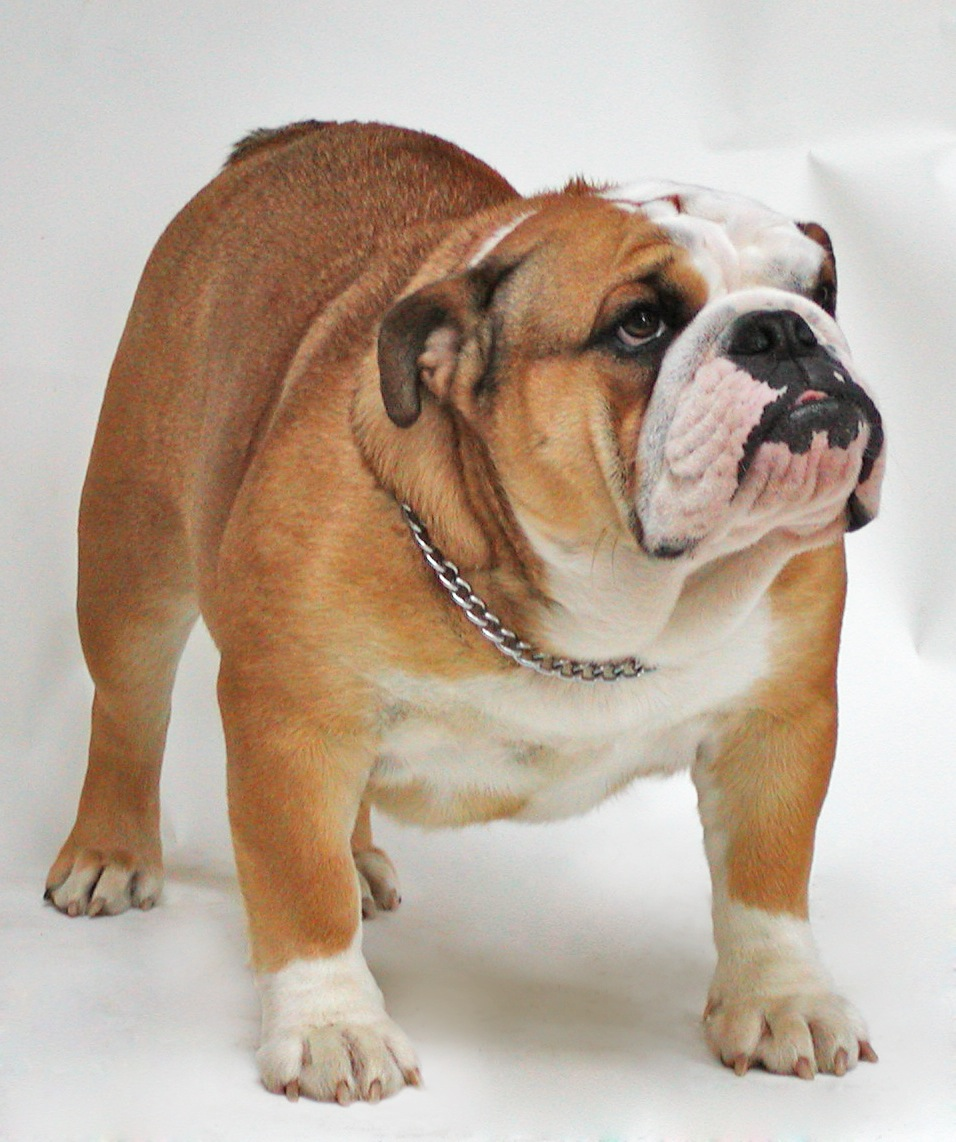
Бульдог, 2014 р.

Згодом прагнення завідників до екстравагантності привело до настільки серйозних анатомічних змін собаки, що породисті бульдоги виявилися нездатні до розмноження без допомоги людини: великі голови і широкі плечі у щенят вже не проходили в родові шляхи сук, результатом чого з'явилася необхідність дорогих кесаревих операцій у майже в 100 % випадків; вузький таз створив проблеми при в'язках, що змусило все частіше удаватися до штучного запліднення; життєстійкість цуценят знизилася, тому догляд за новонародженими потребував особливої досвідченості і пильної уваги. Нині потенційним власникам, окрім названих труднощів, слід мати на увазі, що представники породи не відрізняються довголіттям, схильні до серцевих, легеневих і шкірних захворювань, алергії. Втім, таку дорогу ціну доводиться платити і за видатну декоративність французького бульдога. Сучасні тенденції в розвитку породи ставлять любителів бульдога в дещо двоїсте положення. Сучасний бульдог є витвором селекційного мистецтва, в якому естетична досконалість вступає в прямий конфлікт з нормальною фізіологією, направляючи зусилля селекціонера-завідника в область патологічної фізіології. З іншого боку, роботи з оздоровлення породи останнім часом грають усе помітнішу роль і, швидше за все, в недалекому майбутньому стануть головним напрямом у розведенні.

## Характеристики породи

### Характер

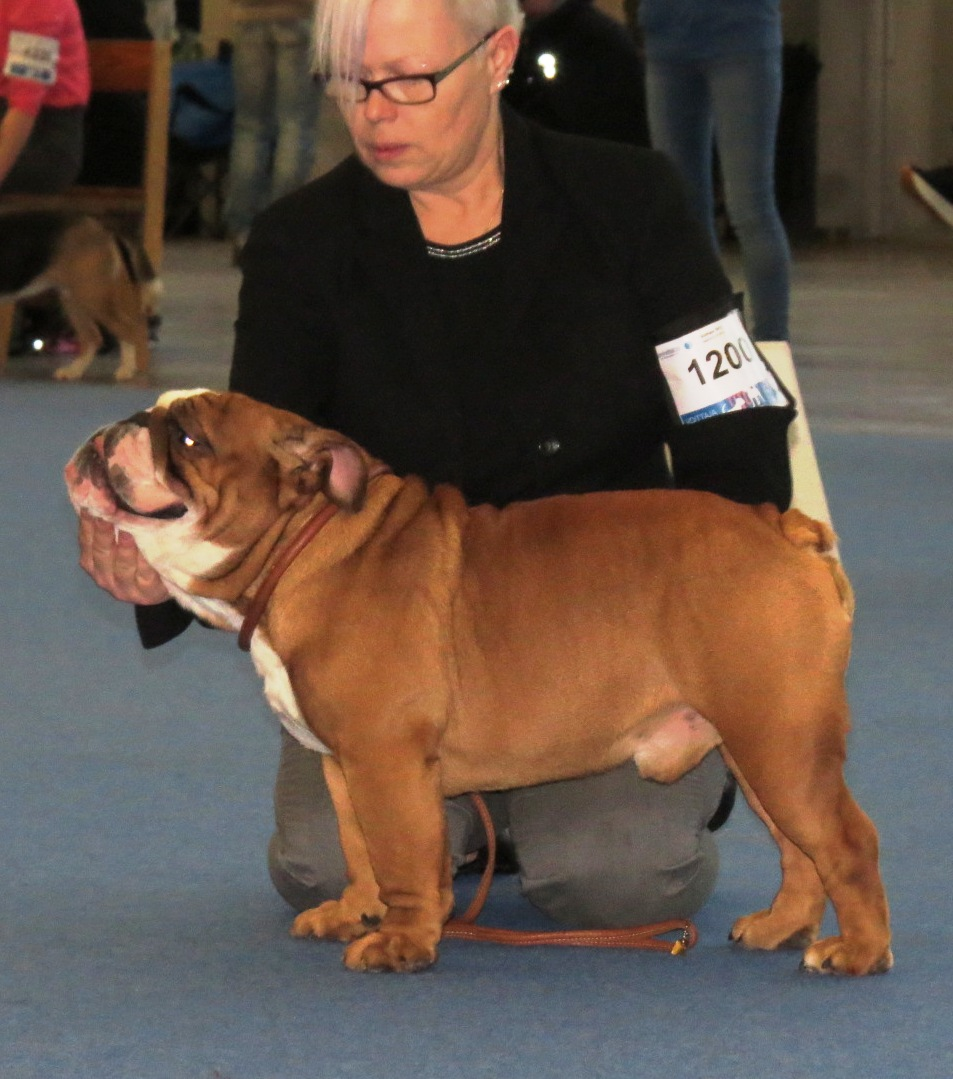
Бульдог, 2015 р.

Бульдог — істота настільки ж віддана, наскільки чуйна, собака співпереживає всьому, що відбувається в сім'ї і в будинку. Він, звичайно, готовий захищати господаря в разі небезпеки, бути супроводжуючим скрізь і завжди. І він же — це треба пам'ятати — погано переносить самоту і нестачу спілкування. Втім, світову славу і честь вважатися талісманом багатьох спортивних клубів йому принесла знаменита упертість, тому при дресируванні не слід зневірюватися, спостерігаючи повільне утворення навички.

## Догляд
Це сильні, рухливі собаки і потребують прогулянок в спокійному темпі, коли пес сам вибирає собі норму фізичної роботи. Обережність слід проявляти лише в сильну спеку або в холод, оскільки, маючи аномально короткі дихальні шляхи, бульдоги схильні до теплових ударів (з можливим летальним результатом) і застудних захворювань.
При годуванні краще дотримуватися висококалорійної дієти, що складається з легкозасвоюваних продуктів, що призводять до утворення жирових відкладень. Товстуни-бульдоги чомусь вважаються «правильними» в колах деяких аматорів, хоча це ніяк не узгоджується з вимогами стандарту, де визначення «міцний» і «потужний» має на увазі інше значення. Собаки, що ожиріли, більш схильні до захворювань.

## Харчування
Англійський бульдог, як і будь-яка інша порода собак, потребує збалансованої та поживної дієти для підтримки міцного здоров'я. Ось деякі ключові міркування щодо харчування англійського бульдога:
- Білок:
  - Бульдоги потребують багатого на білок раціону для підтримки м'язової структури. Шукайте високоякісні джерела білка тваринного походження, такі як курка, яловичина, риба та яйця.
  - Прагніть, щоб вміст білка в раціоні бульдога становив 18-22%.
- Жир:
  - Бульдоги схильні до ожиріння, тому важливо контролювати споживання жирів. Вибирайте нежирні джерела жиру, такі як риб'ячий жир або лляна олія для здорової шерсті.
  - Вміст жиру в раціоні бульдога має становити близько 5-8%.
- Вуглеводи:
  - Бульдоги добре переносять вуглеводи, але важливо обирати складні вуглеводи, такі як цільні зерна (коричневий рис, овес) та овочі.
  - Вуглеводи повинні складати близько 30-50% їхнього раціону.
- Клітковина:
  - Достатня кількість клітковини допомагає травленню і запобігає запорам. Овочі та фрукти можуть забезпечити необхідну клітковину в раціоні.
- Вітаміни та мінерали:
  - Переконайтеся, що їхній раціон включає різноманітні фрукти та овочі, щоб забезпечити організм вітамінами та мінералами. Кальцій і фосфор мають вирішальне значення для здоров'я кісток.
  - Можуть знадобитися добавки, але завжди краще проконсультуватися з ветеринаром, перш ніж їх додавати.
- Уникайте алергенів:
  - Бульдоги можуть мати харчову алергію або чутливість. Поширеними алергенами є зернові, молочні продукти та певні джерела білка. Звертайте увагу на будь-які ознаки алергії, такі як свербіж, шлунково-кишкові проблеми або вушні інфекції.
- Порції їжі та графік годування:
  - Бульдоги схильні до ожиріння, тому важливо стежити за розміром порцій. Розділіть денний раціон на два або три прийоми їжі, щоб запобігти переїданню.
- Свіжа вода:
  - Завжди забезпечуйте вашого бульдога свіжою та чистою водою. Належна гідратація має важливе значення для загального стану здоров'я.
- Особливі міркування:
  - Бульдоги можуть мати специфічні проблеми зі здоров'ям, наприклад, проблеми з суглобами або чутливість шкіри. Адаптуйте їхній раціон відповідно до особливих потреб або проконсультуйтеся з ветеринаром.

Пам'ятайте, що окремі бульдоги можуть мати різні потреби в харчуванні, тому дуже важливо проконсультуватися з ветеринаром, щоб скласти план харчування, пристосований до потреб вашої собаки. Регулярні ветеринарні огляди допоможуть забезпечити оптимальне здоров'я вашого англійського бульдога завдяки правильному харчуванню.

## Тривалість життя
Дослідження, проведене Британською клубом собаківників і Британської ветеринарної асоціацією дрібних тварин, показало, що середня тривалість життя виду становила 8 років. При цьому, близько 9 % тварин померли від «старості».
Інше дослідження 2010 року вказує на середню тривалість життя в 6 років. Колись англійських бульдогів вважали здоровими собаками із середньою тривалістю життя 10 років. Але на сьогоднішній день ці цифри зменшилися і становлять 6-8 років.